# Aegidius Salius
Aegidius Salius, auch: Egidius Hupffauff Hupfauf (* um 1536 in Görkau; † 3. Oktober 1580 in Jena), war ein böhmischer Physiker und Mathematiker.

## Leben
Salius immatrikulierte sich am 12. Oktober 1555 als Egidius Hupffauff an der Universität Wittenberg. Hier absolvierte er ein Studium der philosophischen Wissenschaften. In Wittenberg lehrten zu jener Zeit Esrom Rüdinger und Paul Eber Physik, Sebastian Theodoricus und Caspar Peucer Mathematik, sowie Philipp Melanchthon dialektische Logik und Ethik. Während seiner Ausbildung legte er sich den Gelehrtennamen Salius zu und erwarb am 18. September 1559 den akademischen Grad eines Magisters der philosophischen Wissenschaften. Noch im selben Jahr wechselte er an die Universität Jena, wo er in den Senat der philosophischen Fakultät berufen wurde und im Sommersemester 1562 die Professur für Mathematik und Physik erhielt.
Aufgrund seiner Sympathie für die Ideen seines einstigen Lehrers Melanchthon wurde er 1569 in synergetisch theologische Streitigkeiten hineingezogen. Daher legte er im selben Jahr seine Professur nieder. 1572 kehrte er wieder in seine Jenaer Professur zurück, in welcher er bis zu seinem Lebensende unterrichtete. In seiner Eigenschaft als Jenaer Hochschullehrer beteiligte er sich auch an den organisatorischen Aufgaben der Hochschule. So war er in den Wintersemestern 1565 und 1573 Dekan der philosophischen Fakultät sowie im Sommersemester 1569 Rektor der Alma Mater. Außerdem war er im Wintersemester 1574 gleichbedeutender Prorektor.

## Werke (Auswahl)
- Elegia de constantia Johannes Friderici Primi. Jena 1563.
- Oratio De Dignitate Et Usu Studiorum Astronomicorum. Jena 1565 (daten.digitale-sammlungen.de).
- Oratio De Iohanne Hvsso Boiemo. Jena 1566.
- Elegia ad Germaniam de repellendis Moscis ex Oceano. 1570 (books.google.de).
- Vitam Christoph. a Carlowitz.